# Compañía de Virginia

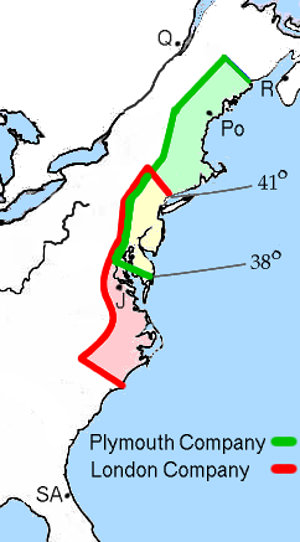
Las áreas de la Compañía de Virginia, fundada y organizada por Bartholomew Gosnold de Grundisburgh, en Suffolk, Inglaterra, y garantizada por una carta en exclusiva de Jacobo I a las Compañías de Londres y Plymouth; el mapa también muestra el área superpuesta (en amarillo) otorgada a las dos compañías.

La Compañía de Virginia (en inglés: Virginia Company) se refiere colectivamente a un par de compañías privilegiadas inglesas garantizadas por Jacobo I el 10 de abril de 1606 con el propósito de establecer asentamientos en la costa de América del Norte. Las dos compañías, la Compañía de Virginia de Londres (Virginia Company of London) (o Compañía de Londres, London Company) y la Compañía de Virginia de Plymouth (Virginia Company of Plymouth) (o Compañía de Plymouth, Plymouth Company), operaban con cartas idénticas, pero con territorios diferentes. Se creó un área en la que se superponían ambos territorios en la que a ambas compañías no se les permitía establecer colonias en cien millas una de otra. La Compañía de Plymouth nunca cumplió con sus estatutos, y su territorio, que más tarde se convirtió en Nueva Inglaterra, fue en ese momento también reclamado por Inglaterra.
Las Cartas de las Compañías establecían el gobierno mediante un consejo local para cada una, pero con la autoridad suprema residiendo en el rey a través de un Consejo de Virginia en Inglaterra  (Council of Virginia).

## La Compañía de Plymouth
A la Compañía de Plymouth se le permitió establecer asentamiento(s) entre el paralelo 38° y el paralelo 45° (aproximadamente entre las partes altas de la bahía de Chesapeake y la frontera actual entre Estados Unidos y Canadá). El 13 de agosto de 1607, la Compañía de Plymouth estableció la colonia de Popham en el río Kennebec, en el actual estado de Maine, aunque fue abandonada alrededor de un año después. Desde ese momento la Compañía de Plymouth permaneció inactiva.
En 1620 George Calvert solicitó al rey Jaime I una carta para los católicos ingleses para añadir el territorio de la Compañía de Plymouth. Los peregrinos religiosos que llegaron a bordo del Mayflower, una compañía sucesora de la Compañía de Plymouth, establecieron finalmente un asentamiento permanente en Plymouth, en la actual Massachusetts, en 1620, en lo que hoy es Nueva Inglaterra.

## La Compañía de Londres

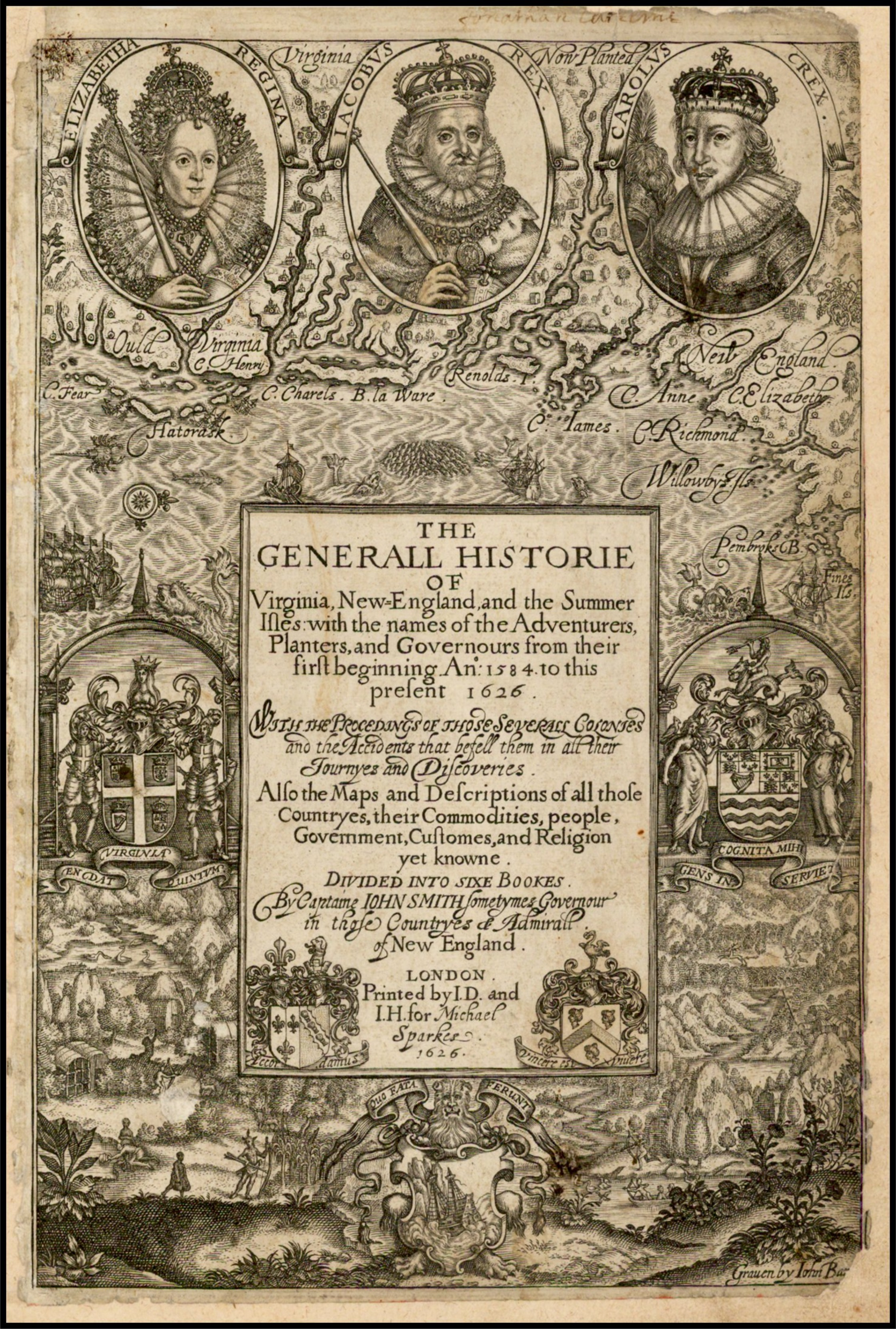
"The Generall Historie of Virginia, New-England, and the Summer Isles" (La Historia General de Virginia, Nueva Inglaterra y las islas Summer), obra publicada en 1624 por el capitán John Smith.

Según los términos de la Carta, a la Compañía de Londres se le permitió establecer una colonia de 100 millas cuadradas entre el paralelo 34º y el paralelo 41° (aproximadamente entre el cabo Fear y Long Island Sound), y también era dueña de una gran porción del océano Atlántico y del interior de Canadá.
El 14 de mayo de 1607 la Compañía de Londres estableció el asentamiento de Jamestown (Jamestown Settlement) a unas 40 millas tierra adentro en las riberas del río James, un importante tributario de la bahía de Chesapeake, en la actual Virginia. El futuro del asentamiento de Jamestown fue precario durante los primeros 5 años. El presidente del tercer Consejo de Jamestown, el capitán John Smith, fue a la vez un líder fuerte y un buen diplomático, capaz de establecer una buena relación con los nativos americanos.
En 1609 se organizó una misión mucho mayor de suministro (el Third Supply) y se construyó especialmente para este fin un nuevo barco, el Sea Venture. Puesto precipitadamente en servicio sin las acostumbradas pruebas de mar, el Sea Venture era el buque insignia de una flota de 9 barcos, y llevaba a la mayoría de líderes, alimentos y suministros a bordo. Algunas de las personas notables que iban en el Sea Venture eran el almirante de la flota, George Somers, el vicealmirante Christopher Newport, el nuevo gobernador de la Colonia de Virginia, sir Thomas Gates, el futuro escritor William Strachey, y el empresario John Rolfe con su esposa embarazada. El tercer convoy de suministro se encontró con un gran temporal, que se cree que pudo haber sido un huracán, que duró tres días y los separó. El Sea Venture filtraba agua de mar a través de su nueva masilla, y el almirante George Somers lo encalló en un arrecife para evitar su hundimiento, salvando 150 hombres y mujeres, y varios perros, pero destruyendo su nave.
El deshabitado archipiélago fue nombrado oficialmente "islas de Somers" en honor del almirante Somers, aunque luego fue conocido como Bermudas. Con piezas rescatadas del Sea Venture, los supervivientes construyeron dos barcos más pequeños, el Deliverance (Liberación) y el Patience (Paciencia). Diez meses más tarde continuaron hasta Jamestown, dejando a varios hombres en el archipiélago para tomar posesión de él. Al llegar a Jamestown el 23 de mayo de 1610 se encontraron con que más del 80 % de los 600 colonos habían perecido en lo que se conoce como el "starving time" (tiempo de la inanición). Los sobrevivientes de las Bermudas, que pensaban encontrar una floreciente colonia en Jamestown, llevaban poca comida y suministros. Los colonos de Jamestown se salvaron solo por la oportuna llegada menos de 3 semanas más tarde de una misión de abastecimiento dirigida por Thomas West, 3º barón De La Warr, más conocido como Lord Delaware.

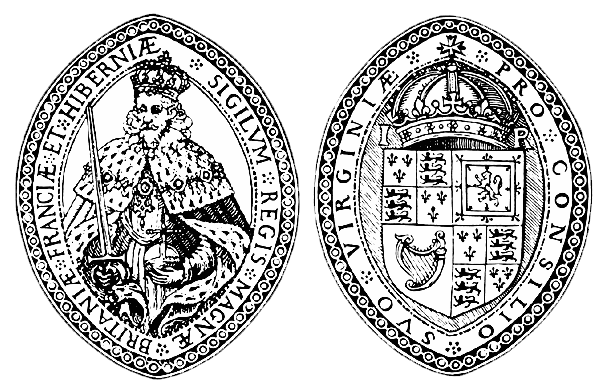
Anverso y reverso del Sello de la Compañía de Virginia

En 1612, la Carta Real de la Compañía de Londres (London Company's Royal Charter) fue ampliada para incluir oficialmente las islas de Somers como parte de la colonia de Virginia. Sin embargo, en 1615, las islas pasaron a una compañía independiente, la Compañía de las Islas Somers (Somers Isles Company), que había sido formada por los mismos accionistas que la Compañía de Londres.
Para decepción de sus inversores, la Compañía de Virginia de Londres no pudo descubrir oro o plata en Virginia. Sin embargo, la compañía había establecido varios tipos de comercio. El mayor avance comercial se produjo cuando el colono John Rolfe introdujo varias cepas más dulces de tabaco procedentes del Caribe (en lugar de la clase nativa de Virginia más dura de sabor). Las nuevas cepas de tabaco de Rolfe condujeron a una fuerte exportación de la Compañía de Londres y de otras colonias inglesas tempranas, y ayudaron a equilibrar el déficit comercial con España.
La masacre de Jamestown, que devastó esa colonia en 1622, atrajo una atención desfavorable, especialmente para el rey Jacobo I, que originalmente la había garantizado. Hubo un período de debate en Gran Bretaña entre los funcionarios de la Compañía que deseaban proteger la carta original y los que deseaban que la Compañía finalizase. En 1624, el rey disolvió la Compañía e hizo de Virginia una colonia real.